# Combate de Colonia del Sacramento
El Combate de Colonia del Sacramento se produjo en la noche del 21 al 22 de abril de 1807 en el marco de las invasiones británicas al Río de la Plata a raíz del fallido intento de recuperación de la ciudad de Colonia ocupada por el invasor.

## Antecedentes

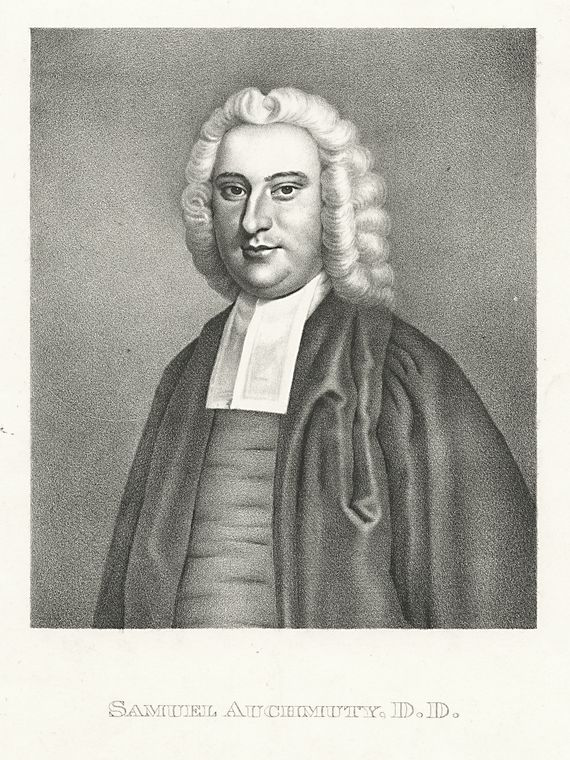
Samuel Auchmuty.

Tras la captura de Montevideo en la segunda invasión inglesa al Río de la Plata, el virrey Rafael de Sobremonte y las tropas que aún lo seguían continuaron inactivos a corta distancia de la plaza tomada, hasta que su deposición y detención a instancias del Cabildo de Buenos Aires hizo desaparecer aún esa tenue amenaza. Quedaba sin embargo en pie la posibilidad de una expedición desde Buenos Aires, por lo que en marzo de 1807 el general Samuel Auchmuty encomendó al coronel de Highlanders Denis Pack que con un destacamento ocupara Colonia del Sacramento, puesto fortificado de 2800 habitantes que era considerado el punto más amenazado de la costa oriental.
Las tropas embarcaron en Montevideo el 9 de marzo pero debido al mal tiempo los transportes navales zarparon recién el día 13 rumbo a la Colonia, escoltados por el HMS Pheasant.
Arribaron a Colonia en la tarde del 15 de marzo, desembarcándose un destacamento de rifleros con bandera de parlamento, que descubrió que el comandante de la plaza Ramón del Pino se había retirado a la campaña con las milicias de caballería renunciando a defender la posición por la falta de artillería.
El 16 de marzo de 1807 Pack ocupó sin resistencia el puesto con más de mil hombres. Según algunos autores su división estaba compuesta de 6 compañías del Regimiento n.º 40 de Infantería (mayor Campbell) y cuatro compañías ligeras (tres del regimiento 95 y un escuadrón del 9 de Dragones) al mando del mayor Trotter.
Otras fuentes indican que contaba con las seis compañías del Regimiento 40.º de Infantería, pero que las cuatro compañías del Batallón Ligero eran compañías de cazadores de los regimientos 38.º, 40.º, 47.º y 87.º, a las que se agregaban las tres compañías del segundo batallón del Regimiento n.º 95 de Infantería (Rifleros) comandadas por el mayor Gardner.
Finalmente, fuentes británicas incluyen algunos hombres del Regimiento n.º 71 Highlanders, la unidad de Pack, que habían escapado de la captura tras la reconquista de Buenos Aires.
Mientras Pack destacaba unidades de 200 y 300 hombres en lugares estratégicos y fortalecía las defensas con "caballos de frisa", del Pino estableció su campamento a orillas del arroyo El Colla y destacó en partidas de guerrillas a los Voluntarios de Caballería de la Colonia al mando de Pedro Manuel García para hostigar las comunicaciones terrestres entre Colonia y Montevideo, con arrojada actuación.
A fines de ese mes consiguió llegar a Buenos Aires el coronel Francisco Javier de Elío,  nombrado en España comandante general de la Campaña Oriental que había escapado de «Montevideo disfrazado y dice que toda la tropa que tienen los ingleses no vale nada; que con sólo dos mil hombres escogidos se atreve a todos ellos».
La Junta de Guerra del 2 de abril decidió entonces reunir una fuerza de 500 hombres de infantería que se reclutaría entre las milicias voluntarias creadas en la ciudad en 1806 tras la reconquista, principalmente del Regimiento de Patricios, más los voluntarios que pudieran ofrecerse, los que al mando de Elío y apoyados por cuatro cañones y 2 obuses, debía cruzar a la Banda Oriental con el fin de hostigar a los británicos y evitar que controlaran la campaña. A esos fines se le autorizaba a Elío a asumir el mando de todas las partidas de voluntarios o dispersos del ejército de Sobremonte que permanecieran en armas, a disponer de las caballadas que encontrara en las estancias reales, y a considerar botín de guerra toda mercadería inglesa que se capturara distribuyendo su valor entre sus tropas.
Además del botón, como incentivo el Cabildo de Buenos Aires aseguró que velaría por las familias de los caídos y ofreció una recompensa de 4000 pesos fuertes para el que capturara al teniente coronel Pack por perjuro.
Se destinaron para los gastos operativos de la expedición 12000 pesos. El responsable sería Antonio Isla, Oficial de Contaduría del Ejército, hasta que efectuado el cruce se haría cargo Rafael Pérez del Puerto, funcionario de la Real Hacienda residente en la Capilla de Mercedes que había sido designado Ministro de la Expedición.

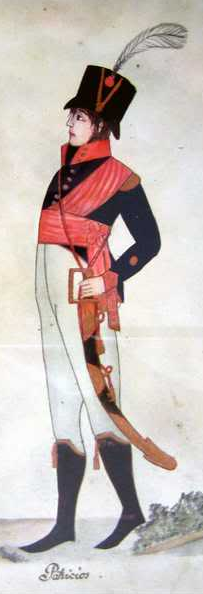
Oficial de Patricios (1807).

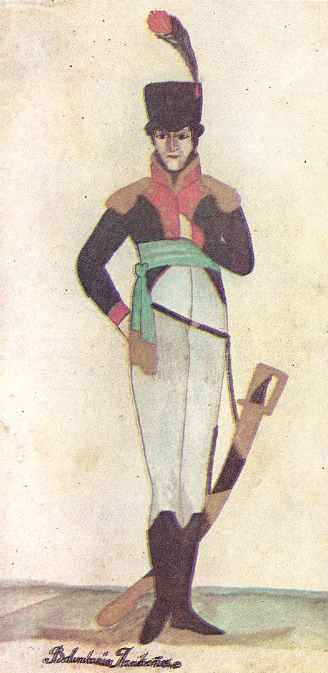
Oficial de Arribeños.

El número de los efectivos finalmente reunidos para el denominado “Ejército en operaciones en la Banda Oriental del Río de la Plata” varía según los autores: desde 900 o 1000 hasta 1500 hombres (aunque este sea probablemente el número al momento del ataque). Las tropas estaban organizados de la siguiente manera:
- Comandante: coronel Francisco Javier de Elío
- Segundo Jefe: capitán de fragata José Corvera
- Jefe de la Flota: capitán de fragata Juan Gutiérrez de la Concha
- Batallón de Arribeños: 2 compañías con un total de 120 hombres al mando del teniente Agustín Marquéz.[9]
- Batallón de Castas: 2 compañías de granaderos al mando del capitán Agustín José Sosa  con 120 hombres y 2 compañías de fusileros con similares efectivos.[9] Servía como agregado el capitán Juan Bautista Raymond[Nota 2]
- Regimiento de Patricios: 1.ª compañía del Primer Batallón a órdenes del capitán Martín Medrano, con 61 hombres.[10][11]
- Tercio de Miñones de Cataluña: 7.ª y 8.ª compañía con los capitanes José Grau y Juan Santos de Irigoyen con 200 hombres.[5]
- Blandengues de Buenos Aires: un destacamento de 10 hombres al mando del alférez de la Peña.[5]
- Regimiento "Fijo" de Dragones de Buenos Aires: una compañía reducida al mando del capitán Nolasco Solano con 42 hombres.[5]
- Cuerpo de Voluntarios Artilleros de la Unión:[9] 4 cañones de a 6 libras y 2 obuses de 6 pulgadas.

El 9 de abril el capitán de fragata Juan Gutiérrez de la Concha dispuso de las embarcaciones de tráfico necesarias para el transporte y las de guerra disponibles como escolta de la expedición.
El 12 de abril de 1807 se produjo el embarque de las tropas, que zarparon en la mañana del 13 de abril y arribaron al anochecer del día 16 en Las Higueritas (actual Nueva Palmira). Tras finalizar el desembarco de los víveres y las tropas, al día siguiente iniciaron su marcha a pie y con el auxilio de sólo catorce carretas (se preveía contar con 56 transportes) hacia la población de Las Víboras donde dejaron parte del parque, para el 18 de abril ubicarse en la Calera de las Huérfanas.
Tras aumentar sus fuerzas con dispersos de Sobremonte hasta remontar 1500 hombres, inició su aproximación a Colonia.

### Combate de Colonia del Sacramento
Después de cuatro días de marcha, el 21 de abril Elío arribó con su ejército a las inmediaciones del Real de San Carlos, donde se enteró de que los británicos habían efectuado desplazamientos de tropas durante el día a raíz de una alarma. Elío consideró que el cansancio del enemigo luego de semejante jornada ofrecía una oportunidad inmejorable y resolvió efectuar esa misma noche un ataque a la Colonia.
Tras dejar la artillería con una escolta en el Real de San Carlos, a las 22:00 horas del 21 de abril Elío inició el avance con sus tropas por cañadas y desfiladeros alejados del camino que une el Real de San Carlos con la Colonia confiando en encontrar dormida a la guarnición. 
Con orden estricta de no disparar aunque divisaran al enemigo, los expedicionarios marcharon en una larga columna por el camino de las Quintas Viejas hasta que cerca de la 1:00 del 22 de abril la cabeza de la columna se detuvo a cien metros de la muralla del Norte.
Aunque avanzó «con la más torpe precipitación, sin adelantar espías, sin ocultar el grueso de nuestra gente, sin saber explorar el campo enemigo, y en una palabra, sin la más mínima precaución», las tropas de vanguardia consiguieron infiltrarse entre las líneas enemigas pero «…en el momento en que estaban listos para el asalto, a un miñón se le disparó el arma, con lo que perdieron el efecto sorpresa.».
El disparo de uno de los hombres de avanzada contra un dragón británico fue respondido de inmediato por el clarín de uno de los puestos de guardia y seguido por el del interior de la plaza. Aun perdido el factor sorpresa, Elío decidió sostener el ataque y ordenó avanzar a los Miñones que consiguieron penetrar por la brecha abierta en las posiciones británicas.
Aunque en un primer momento los españoles ocasionaron varias bajas a los ocupantes, «sus soldados halagados con esta primera ventaja se le habían desbandado por las casas del pueblo; y que por esta falta de disciplina Pack había podido rehacerse, caer sobre los expedicionarios, y derrotarlos completamente».
Los rifleros británicos fueron los primeros en cerrar filas y repeler el avance. Un primer desbande fue detenido por Elío y sus oficiales y el asalto se reinició con vivas a España y al comandante pero el ataque de flanco de un destacamento británico desde la costa provocó un desbande generalizado.

### Consecuencias
Pese a la protección ofrecida por el terreno, Elío se replegó con los hombres que conservaba hacia el Real de San Carlos para impedir la captura de su tren de artillería.
Pese a la acción de la escolta de la artillería y las partidas enviadas siete octavas partes de la división de Elío se había dispersado.
Los españoles tuvieron en la acción ocho muertos, entre 8 y 16 heridos y varios prisioneros, mientras que los británicos tuvieron un soldado muerto y heridos el mayor Trotter, capitán Willgrass y un cabo.
Pese a la falta de persecución, los atacantes se retiraron hasta la estancia de Calera de Las Huérfanas, distante 70 kilómetros, donde Elío trató de reorganizar a sus fuerzas al tiempo que solicitaba refuerzos a Buenos Aires.
Adelantándose a las acusaciones de impericia, el 2 de mayo de 1807 Elío envió a la Real Audiencia de Buenos Aires un «Oficio sobre indisciplina y creación del Cuerpo de Cazadores Extranjeros» donde tras citar el pedido de reubicación de Juan Bautista Raymond por considerar que dirigía un «Batallón de Ingratos, que con ningunas razones podía entusiasmarlos», relató que «fui a hablar a los Miñones, y después de hacerles ver que V. A. no quería a ninguno de la Expon. que el que no sea capaz de defender a su Rey aquí, no lo era en ninguna parte, el deshonor que les resultaría de presentarse huyendo del peligro, cuando otros cuerpos venían voluntariamente»
Pero otras fuentes relatarían que «después de exponerlos a los más inútiles sacrificios, los trataba públicamente de ineptos y cobardes, llegando hasta el extremo, cuando el descalabro de la Colonia, de desarmar varios trozos de estas tropas, formadas del vecindario de Buenos Aires, encerrándolos en un patio del cuartel general de La Calera de las Huérfanas y abocándoles dos obuses con orden de disparar al más leve movimiento».
Sus contemporáneos harían responsable a Elío por impericia. Así, Domingo Matheu expresaría que la razón del fracaso «según cartas que he visto, fue que no hubo aquellas disposiciones de un completo militar; yo creo que como era de noche y la gente no se había visto jamás en funciones, sería atribulación de unos y otros.»
Ignacio Núñez, que señalaba en Elío un «…carácter desacertado, altanero y atrevido que no cesó de ejercitar en estos países hasta hacerse un objeto de aborrecimiento universal», afirma que «por su loco aturdimiento lo rechazaron los ingleses de la Colonia en el ataque nocturno».
Bartolomé Mitre escribiría que «… procediendo con su atolondramiento de costumbre, pretendió sorprender la plaza ocupada por el enemigo sin hacer sobre ella un previo reconocimiento, y fue completamente rechazado por la guarnición».
Finalmente, Elío estableció su campamento en San Pedro, al norte de Colonia, donde solicitó refuerzos y procuró reunir a los efectivos dispersos. Anticipando el ataque el 7 de julio de 1807 el destacamento británico en Colonia atacó a Elío y lo derrotó en el Combate de San Pedro forzando su retirada a Buenos Aires. Sería en la defensa de esta ciudad donde se definiría la campaña.